# 유니콘 기업
유니콘 기업(Unicorn)은 기업 가치가 10억 달러(=1조 원) 이상이고 창업한 지 10년 이하인 비상장 스타트업 기업을 말한다. 원래 유니콘이란 뿔이 하나 달린 말처럼 생긴 전설상의 동물을 말한다. 스타트업 기업이 상장하기도 전에 기업 가치가 1조 원 이상이 되는 것은 마치 유니콘처럼 상상 속에서나 존재할 수 있다는 의미로 사용되었다. 2013년  벤처 투자자인 에일린 리(Aileen Lee)가 처음 사용한 용어이다. 유니콘 기업에는 미국의 우버, 에어비앤비, 핀터레스트, 깃허브, 몽고DB, 슬랙, 에버노트, 중국의 샤오미, 디디추싱, DJI, 한국의 L&P코스메틱, 크래프톤(前블루홀), 비바리퍼블리카(토스), 야놀자, 당근, 지피클럽, 무신사, 쏘카 등이 있다.

## 데카콘
'데카콘'(decacorn)이란 기업 가치가 100억 달러(=10조 원) 이상인 비상장 스타트업 기업을 말한다. 원래 데카콘(decacorn)이란 머리에 10개의 뿔을 가진 상상 속의 동물을 말한다. 기업 가치가 1조 원 이상인 비상장 스타트업 기업을 머리에 뿔이 1개인 상상 속의 동물인 유니콘(unicorn)에 비유했듯이, 기업 가치가 10조 원 이상인 비상장 스타트업 기업을 머리에 뿔이 10개인 상상 속의 동물인 데카콘에 비유하였다. 미국의 경제통신사인 블룸버그가 처음 사용한 용어이다. 데카콘 기업에는 미국의 우버, 에어비앤비, 중국의 샤오미, 디디추싱 등이 있다.

## 같이 보기
- 유니콘 (일각수)
- 스타트업
- 데카콘